# Symfonie č. 8 (Beethoven)
Symfonie č. 8 F dur op. 93 je čtyřvětá symfonie Ludwiga van Beethovena, zkomponovaná roku 1812. Skladatel ji vroucně označoval jako „moje malá symfonie F dur“, odlišuje ji od delší šesté symfonie, taktéž v F dur.
Nálada osmé symfonie je radostná a bezstarostná, s mnoha zdůrazněnými motivy. Poslední věta symfonie je nejzávažnější, čímž se Beethoven odchýlil od klasické tradice, podobně jako u řady svých dalších děl.

## Kompozice a premiéra
Beethoven začal pracovat na osmé symfonii v létě 1812, bezprostředně po dokončení sedmé symfonie. V té době mu bylo 41 let. Jak podotýká skladatel Antony Hopkins, radostná nálada díla neprozrazuje nic o značně nepříjemných událostech, které v té době zasáhly do skladatelova života, včetně neshod s jeho bratrem Johannem. Beethovenovi zabrala práce na symfonii pouze čtyři měsíce. Symfonie je bez věnování, na rozdíl od řady jeho jiných děl.
Premiéra osmé symfonie se odehrála 27. února 1814 na koncertě ve vídeňském Hofburgu, při kterém zazněla i sedmá symfonie, poprvé hraná o dva měsíce dříve. Beethoven již v té době trpěl postupující ztrátou sluchu, přesto se však ujal dirigování. Podle dobových svědectví však „orchestr převážně ignoroval jeho nemotorná gesta a místo toho následoval prvního houslistu“.
Přijetí osmé symfonie bylo vlažné. Jeden kritik napsal, že „potlesk, který následoval, nedoprovázelo nadšení, které odlišuje díla všeobecně oblíbená; zkrátka - jak říkají Italové - nevzbudilo rozruch.“ Beethovena tato slabá odezva rozhněvala. Na otázku svého žáka Carla Czernyho, proč je osmá symfonie méně populární než sedmá, Beethoven údajně odvětil: „Protože osmá je mnohem lepší.“George Bernard Shaw jako hudební kritik souhlasil s Beethovenovým hodnocením, když napsal, že „ve všech detailnějších ohledech je osmá lepší [než sedmá].“ Názory kritiků se však různí.

## Části
1. Allegro vivace e con brio (F dur)
2. Allegretto scherzando (B dur)
3. Tempo di menuetto (F dur)
4. Allegro vivace (F dur)

Symfonie je napsána pro 2 flétny, 2 hoboje, 2 klarinety v B♭, 2 fagoty, 2 lesní rohy v F (v B ve druhé větě), 2 trubky v F, tympány a smyčce.
Přibližná délka symfonie je 26 minut.